# Parque Palmer
El Parque Palmer  (en francés: Parc Palmer) es un parque público y jardín botánico de Francia, de 25 hectáreas de extensión, administrado por la comuna de Cenon, que se encuentra en Cenon, Burdeos. 

## Localización
Se ubica en el interior del parque público «Parque Palmer» de Cenon que es una Comuna de la zona perimetral de Burdeos, Gironde, Aquitania.
Parc Palmer, Avenue Carnot, 33150 Cenon Département de Gironde, banlieue de Bordeaux-Burdeos, France-Francia. 
El parque del castillo está abierto a diario todo el año al público en general y la entrada es gratuita.  

## Historia

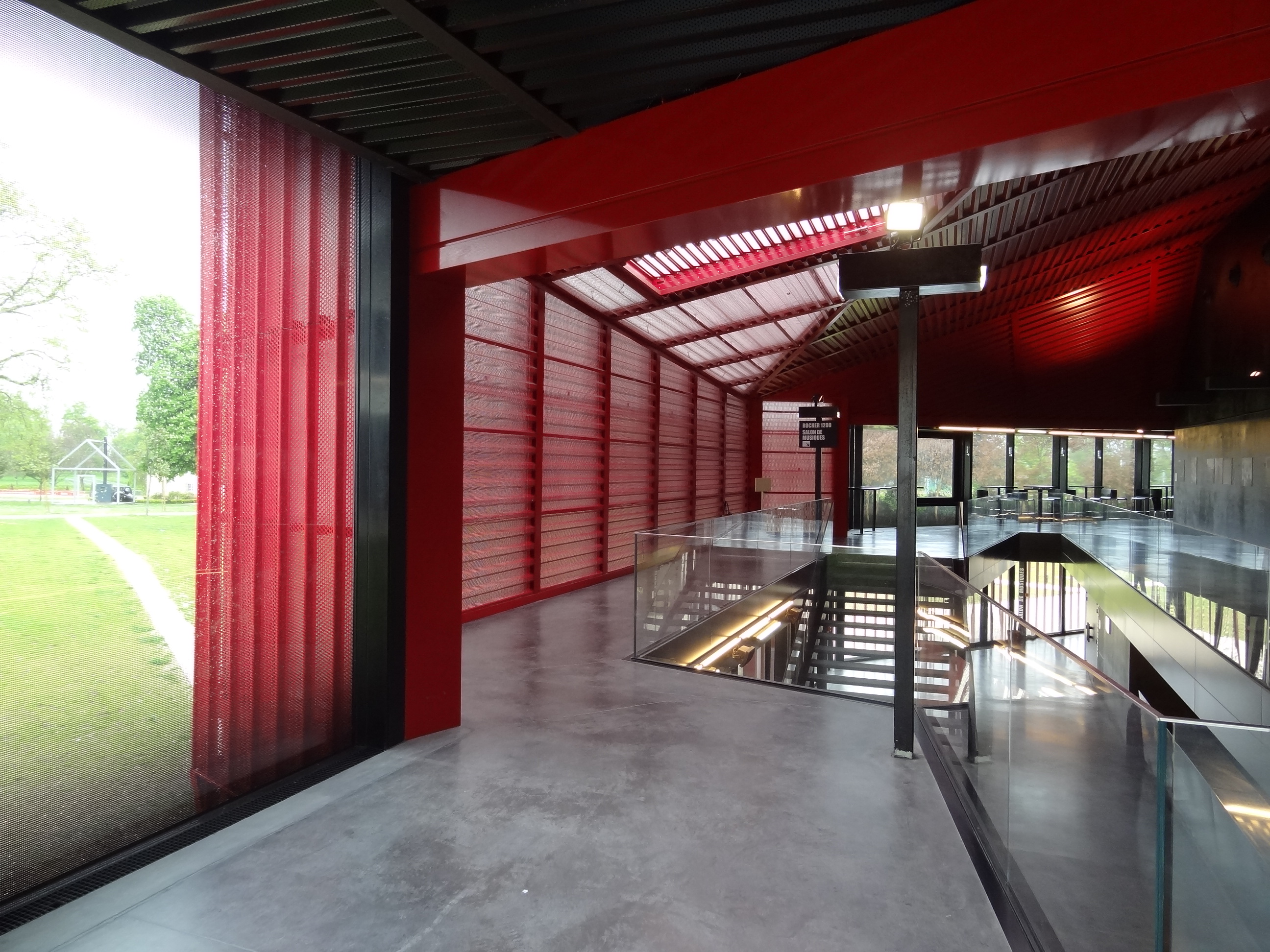
Vestíbulo interior del "Rocher de Palmer" en Cenon.

Esta antigua finca privada, adquirida por la ciudad en la década de 1960, es la fijación a «château Palmer», gran casa burguesa construida en el siglo XVIII.
Es natural que este espacio verde se llama Parc Palmer, pues es el nombre de los dueños anteriores del «château», Charles Palmer, general de la armada británica y ayuda de campo del rey Georges IV.
Charles Palmer compra el dominio en 1835.
El Parque Palmer fue creado en 1960.

## Colecciones
El parque, en una ladera, cubre casi 25 hectáreas de prados, flores y arboledas paisajistas. 
Ofrece vistas panorámicas de Burdeos y sus suburbios. 
También es un espacio cultural y amable, que reúne a todas las edades y todas las categorías socio-profesionales. 
Cuenta con senderos para caminar, instalaciones deportivas (canchas de rugby, atletismo, tenis, casa de deportes) y zonas de juegos para niños. 
«Le Rocher de Palmer», es un espacio cultural moderno, que ha sido creado por la comuna.